# Alexander Kutschera
Alexander Kutschera est un footballeur ouest-allemand né le 21 mars 1968 à Freising. Il évoluait au poste de défenseur.

## Biographie
Alexander Kutschera est formé au Bayern Munich mais ne dispute aucun match avec l'équipe première,,. 
En 1989, il rejoint le SV Blau-Weiss Berlin qui évolue alors en deuxième division allemande,.
En 1991, Kutschera est transféré au Bayer Uerdingen,.
Après trois saisons à Uerdingen, il rejoint le TSV 1860 Munich en 1994 et dispute ses premières rencontres au sein de l'élite du football allemand,.
De 1997 à 2001, Kutschera représente l'Eintracht Francfort : à la fin de la saison 1997-1998, le club est promu en première division,.
Après son expérience à Francfort, il part en Espagne pour évoluer sous les couleurs du Xerez CD,.
De 2004 à 2007, Kutschera devient joueur du SpVgg Landshut (en) qui évolue dans les divisions inférieures allemandes, il raccroche les crampons après cette expérience,.
Alexander Kutschera joue au total 157 matchs en première division allemande pour quatre buts marqués, et 187 matchs en deuxième division allemande pour trois buts marqués. Au sein des compétitions européennes, il dispute deux matchs en Coupe Intertoto.